# Ӫ (слово ћирилице)
Ӫ ӫ (искошено: Ӫ ӫ) је слово ћириличног писма које се користи у евенском, хантијском и северозападномаријском језику.

## Употреба
У евенском језику, ово слово представља блиски средњи предњи заобљени самогласник  или скоро блиски предњи заобљени самогласник .
На хантијском језику, ово слово представља блиски средњи заобљени самогласник  или отворено-средњи централни заобљени самогласник .

## Рачунарски кодови
| Знак                      | Ӫ                                               | Ӫ                                               | ӫ                                             | ӫ                                             |
| ------------------------- | ----------------------------------------------- | ----------------------------------------------- | --------------------------------------------- | --------------------------------------------- |
| Назив у Уникоду           | CYRILLIC CAPITAL LETTER BARRED O WITH DIAERESIS | CYRILLIC CAPITAL LETTER BARRED O WITH DIAERESIS | CYRILLIC SMALL LETTER BARRED O WITH DIAERESIS | CYRILLIC SMALL LETTER BARRED O WITH DIAERESIS |
| Врста кодирања            | децимална                                       | хексадецимална                                  | децимална                                     | хексадецимална                                |
| Уникод                    | 1258                                            | U+04EA                                          | 1259                                          | U+04EB                                        |
| UTF-8                     | 211 170                                         | D3 AA                                           | 211 171                                       | D3 AB                                         |
| Нумеричка референца знака | &#1258;                                         | &#x4EA;                                         | &#1259;                                       | &#x4EB;                                       |

## Слична слова
- Ө ө : Ћирилично слово
- Ö ö : Латинично слово
- Ő ő : Латинично слово